# Хамраева, Елизавета Александровна
Елизавета Александровна Хамраева (род. 28 апреля 1967 года) — доктор педагогических наук, зав.кафедрой лингводидактики РКИ и билингвизма МПГУ (Москва), с 2017 года — директор и научный руководитель Межвузовского центра билингвального и поликультурного образования РГПУ им Герцена (Санкт-Петербург).

## Биография
Выпускница Ташкентского Государственного университета (ТашГУ), 1984—1989, факультет русской филологии.
Защитила диссертацию на соискание ученой степени кандидата педагогических наук в 1995 году, Институт национальных проблем образования Министерства образования и науки РФ.
Защитила диссертацию на соискание ученой степени доктора педагогических наук в 2004 год, МПГУ.
В 2005 году основала научную школу «Обучение детей-билингвов Российской Федерации», в рамках которой под руководством Е. А. Хамраевой защитились 18 аспирантов.
В 2007 г. возглавила Учебно-методическую комиссию по родному языку по специальности педагогического образования Министерства образования и науки РФ. Награждена грамотой Министерства образования за создание учебников нового поколения по русскому языку для школ регионов Российской Федерации. Принимала участие в создании линии учебников по русскому языку и литературному чтению для тюркской, абхазо-адыгской, финно-угорской языковых групп. При помощи Елизаветы Александровны созданы учебники нового поколения по родным языкам (даргинскому, чеченскому, аварскому).
2005—2014 год — заведующий редакцией, затем заместитель главного редактора издательства «Дрофа».
Является автором учебных пособий нового типа, подготовленных в 2013 году издательством Дрофа для смартфонов и планшетных компьютеров iPad, iPhone и iPod Touch, — обучение по интерактивному электронному учебнику (Хамраева Е. А., Иванова Э. И.) и русский язык в новейших мультимедиа-средствах («Русский язык для начинающих»).
С 2014 года возглавляет кафедру довузовского обучения РКИ в МПГУ, с 2021 года — Лингводидактики РКИ и билингвизма Института филологии, а в 2017 году основала Центр билингвального и поликультурного образования в РГПУ им. А. И. Герцена.
Ведет активную грантовую деятельность: с 2018 года грантовые программы Фонда «Русский мир» («Русский ассистент», «Русский консультант», «Виртуальная школа РКИ») получили высокую оценку среди зарубежных русских школ.
Является соисполнителем грантовой программы по обучению учителей, работающих с детьми мигрантов «Я живу в Ленинградской области» (2017—2021 г.). Научный руководитель 3 школ дополнительного образования русского зарубежья (Канада, США, Италия).
С 2019 году водит в состав Правления Фонда изучения и сохранения родных языков Российской Федерации.
С 2021 году возглавляет научный коллектив (свыше 20 человек) по созданию учебников русского языка как иностранного нового поколения для школ Республики Узбекистан. Под редакцией Хамраевой Е. А. в Республике Узбекистан были подготовлены 10 УМК, включающих учебники по РКИ, методические пособия и аттестационные тесты.
Елизавета Александровна работает над созданием образовательных продуктов, формирующих социокультурную среду для студентов, изучающих РКИ в мире (научный грант Минпросвещения 2021 года). Является разработчиком и руководителем программы по русскому языку для Московского института искусств Вэйнаньского педагогического университета (ВПУ МИИ) в Китае.

## Деятельность
Автор учебных линий по русскому языку для детей-билингвов России и русского зарубежья. Соавтор комплектов по обучению детей соотечественников, проживающих за рубежом, а также детей-иностранцев, изучающих русский язык как первый или второй иностранный.
Имеет более 300 публикаций, из которых 57 учебников, получивших одобрение в РАН и РАО и в разные годы, начиная с 1999, и входивших в «Федеральный Перечень учебников Российской Федерации».
В Федеральный Перечень 2022 года входит 9 учебников «Русский язык» для начальной школы, изданных в издательстве «Просвещение» и «Русское слово» а также линия для 5-9 классов издательства «Бином-Просвещение».
Автор нескольких монографий «Формирование коммуникативной компетенции младших школьников», «Теория и методика обучения детей-билингвов русскому языку», «Русский язык в цифровой среде», и пособий, признанных лучшим научно-методическим изданием 2015 года: «Русский язык для детей-билингвов: теория и практика».
Стаж научно-педагогической работы до 2022 г. составляет 32 года, в том числе стаж педагогической работы в высших учебных заведениях — 29 лет.

## Работы
- Список публикаций Хамраевой Елизаветы Александровны